# Nothobranchius polli
Nothobranchius polli es una especie de pez de agua de la familia de los notobranquíidos en el orden de los ciprinodontiformes.

## Morfología
Los machos pueden alcanzar los 6 cm de longitud total.

## Distribución geográfica
Se encuentran en ríos de África: República Democrática del Congo y Zambia.